# Zambo

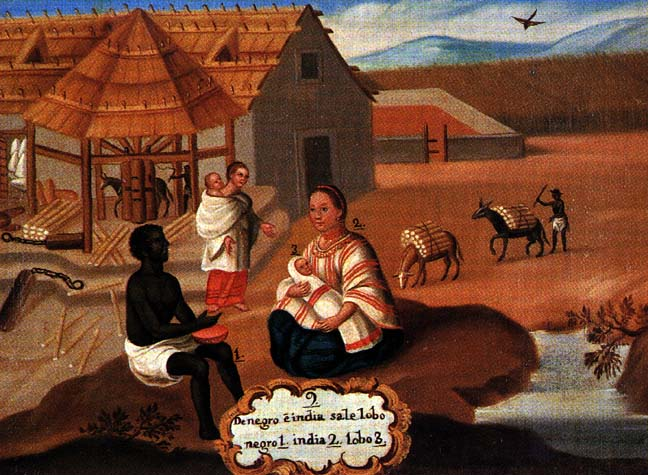
Una rappresentazione di Zambo risalente al periodo coloniale in America Latina. "De negro e india, sale lobo". I ceppi rimasti a terra, visibili sullo sfondo vicino al mulino, rappresentano la libertà degli zambo dalla schiavitù dovuta alle origini amerindie.

Zambo (Cafuzo in Brasile, Lobo in Messico, Garifuna in Honduras, Belize e Guatemala) è un termine derivato dalle parlate iberiche, originariamente usato per etichettare persone di discendenza africana e amerindia. È rimasto nell'uso comune in America Latina, in termini più generici e spesso spregiativi, anche per designare chiunque abbia un'origine africana.
Nel sistema di caste in vigore nel periodo coloniale in America Latina, il termine veniva originariamente applicato soltanto per i figli di un genitore africano e un amerindio o per i figli di due genitori zambo; oltre alla tipologia primaria di interazione tra le genti europee e gli indios, venne stabilita una stratificazione gerarchica sociale derivante dal grado di mescolanza delle due etnie, con una miriade di altri termini incasellati in apposite liste con illustrazioni che descrivevano e standardizzavano a partire dal XVI secolo nelle Caste Coloniali del Nuovo Mondo la posizione sociale e la razza di appartenenza, come ad esempio Cambujo, il figlio di un genitore amerindio e di uno zambo (ovvero un quarto africano e tre quarti indio).
Con il tempo il termine zambo ha progressivamente assunto un significato meno ristretto andando a riassumere in sé tutte le tipologie di mescolanza tra africani e amerindi.

## Origini
Dopo la continua e massiccia deportazione e presenza di schiavi africani nelle Americhe dal XVI secolo, sempre più spesso alcune comunità africane che venivano affrancate o abbandonate o perché riuscivano a conquistare la libertà, fuggendo dai campi di lavoro o naufragando dalle navi di deportazione, si videro spinte a cercare rifugio dalla ricattura delle autorità europee coloniali, presso comunità di indios autoctoni in remote comunità indigene di cultura precolombiana.
Gli amerindi, spesso essi stessi minacciati dalla colonizzazione degli europei, simpatizzando per la condizione degli schiavi scappati, li accolsero nelle loro comunità offrendo loro cibo e ricovero; la mancanza o la scarsa disponibilità di fuggiasche di sesso femminile nelle colonie europee del nuovo mondo spinse perciò i primi schiavi liberati, tutti prevalentemente di sesso maschile, ad accoppiarsi con donne di popolazioni amerindie, cultura precolombiana e fattezze morfologiche diverse dalla tipologia antropologica africana, generando una discendenza tra africani e indios, senza dignità di comando presso l'élite dominante europea.

## Storia
Negli Stati Uniti durante lo schiavismo e anche nella storia dell'America Latina troviamo esempi di africani e amerindi che si unirono e formarono accampamenti liberi per combattere gli europei colonizzatori e schiavisti. In America Latina, questi accampamenti, principalmente di fuggitivi africani (cimarroni), furono chiamati quilombos. Il più famoso di questi fu il leggendario Palmares in Brasile, che riuscì a raggiungere una popolazione superiore alle 30.000 unità.
Anche le origini africane dei Garifuna in America Centrale, così come nel caso degli zambo nel Nord-ovest dell'America Meridionale, vengono fatte risalire a schiavi fuggitivi sopravvissuti a un naufragio. I primi Lobo (letteralmente "lupi") del Messico, invece, così molti altri zambo, devono la loro origine principalmente a chi fuggiva dalle piantagioni dove era costretto a lavorare.

## Popolazione oggi
Ufficialmente gli zambo rappresentano piccole minoranze nei Paesi del nord-ovest dell'America Meridionale come Colombia, Venezuela ed Ecuador.
Un piccolo ma importante numero di zambo è il risultato di recenti unioni, piuttosto frequenti nelle maggiori città costali dell'Ecuador, tra donne amerindie ed ecuadoriani di origine africana.
Gli zambo del Brasile, presenti soprattutto nelle regioni nord-occidentali del Paese, sono noti come Cafuzo.
In Messico i Lobo formavano una consistente minoranza in passato. La gran parte di loro è stata però assorbita all'interno del vasto melting pot messicano e oggi è possibile incontrare solamente poche piccole comunità di Lobo sparpagliate negli stati costieri meridionali. Culturalmente, queste comunità seguono tradizioni amerindie piuttosto che africane.

## Razzismo e discriminazione
Le popolazioni di origine amerindia e africana sono generalmente marginalizzate e discriminate essendo i pregiudizi basati sul colore della pelle piuttosto diffusi in America e non è raro che in alcune zone anche le forze di polizia adottino comportamenti palesemente discriminatori. Non è inoltre casuale il fatto che le comunità più povere siano spesso quelle con origini indie e/o africane.
Quando ad esempio nel 1998 l'Uragano Mitch colpì le coste dell'Honduras, le comunità Garifuna furono tra le più colpite, ma vennero sostanzialmente ignorate dagli aiuti governativi.
Sebbene sostanziali passi siano stati fatti in alcuni Paesi (come ad esempio una legislazione esplicitamente anti-discriminatoria in Brasile), sono ancora molte le riforme necessarie per combattere il razzismo contro le persone zambo.